# Autobusna linija br. 218 u Zagrebu
Linija 218 (Glavni kolodvor – Savica – Borovje) dnevna je autobusna linija u Zagrebu.
Prometuje svaki dan na trasi: Glavni kolodvor – Trg Stjepana Radića – Ulica Hrvatske bratske zajednice – Slavonska avenija – Kruge – Lastovska ulica – Ulica Vladimira Ruždjaka – Prisavlje – Miševečka ulica – Borovje (Velikogorička ulica → okretište Savica → Velikogorička ulica  → Ulica I. gardijske brigade "Tigrovi" → Ulica grada Chicaga)
Povezuje Trnjansku Savicu, Savica-Šanci i Borovje s Glavnim kolodvorom gdje se ostvaruje presjedanje na vlak ili tramvaj.

## Vanjske poveznice
- Vozni red linije 218

1. ↑  Datoteke u GTFS formatu. zet.hr. Pristupljeno 5. lipnja 2025. - Sadrži informacije tijela javne vlasti u skladu s Otvorenom dozvolom